# Wumboko jezik
Wumboko jezik (ISO 639-3: bqm; bamboko, bambuku, bomboko, bumboko, mboko, womboko), nigersko-kongoanski jezik iz Kameruna, kojim govori oko 4 000 ljudi (2000) u provinciji Northwest. Možda je razumljiv jeziku mokpwe [bri], s kojim uz još pet jezika čini podskupinu duala (A.20) u A zoni sjeverozapadnih bantu jezika.
U upotrebi je i kamerunski pidžin [wes] ili duala [dua].

## Vanjske poveznice
- Ethnologue (14th)
- Ethnologue (15th)